# Geertruida van Vladeracken
Geertruida van Vladeracken (Haarlem, 18 april 1880-Naarden, 2 januari 1947) was een Nederlandse componiste van kinderliedjes, en van instrumentale en vocale bewerkingen van oud-Nederlandse volksmuziek. Dergelijke muziek werd door haar gepubliceerd maar zij was behalve componiste ook voordrachtkunstenaar. Ze trad op met haar tweede man Jan Poortenaar die haar op de piano begeleidde onder andere op een reis door het toenmalige Indië in 1922 tot 1924.

## Loopbaan
Zij kreeg een uitgebreide muziekopleiding. Docenten aan het Conservatorium van Amsterdam onder leidieng van Daniël de Lange waren Cornélie van Zanten, Pauline de Haan-Manifarges en Wilhelmina de Veer-de Lange en Wally Schauseil in Keulen voor zang; pianoles kreeg ze van Anton Tierie, Jean-Baptiste de Pauw en Willem Andriessen (ook leraar van Poortenaar). Muziektheorie ontving ze van Bernard Zweers. Ze trad na zichzelf verder ontwikkeld te hebben op in oratoria in Nederland, Zweden, Noorwegen, Duitsland en Engeland, alwaar ze ook een periode met haar eerste man woonde. Tevens gaf ze zangles in Amsterdam.
In haar archief bevinden zich onder andere 2 programma’s van recitals van haarzelf en haar echtgenoot. Het ene programma bestaat uit (door haar bewerkte) volksliederen: I) Geestelijke liederen, Nederlands en Engelstalig, II) Britsche Volksliederen en na de pauze: III) Baladen en Romances (Oud-Hollandsch, Vlaamsch en Fransch) en IV) Fransche Volksliederen. Het andere programma bestaat uit liederen waarvan ze zowel de tekst als de muziek zelf had geschreven: Geestelijke liederen (andere dan in het eerder genoemde programma), II) Schilders (bestaande uit de titels Velazquez, Watteau, Bruegel 1) Een groote Ziener, 2) Boerendans, Oetamaro (Japansche prent), Vincent, Jeroen Bosch (schilder van duivelarijen), II) De Stalen Eeuw (AD 1937, Uit David’s Psalmen, Fabriek, Bij het warenhuis, Wereldstad, Spaansche dans). Dit laatste programma is uitgevoerd in de kleine zaal van het Concertgebouw in Amsterdam, op donderdag 23 december 1937.
Geertruida van Vladeracken schreef ook Songs of a Child, Six Melodies, die in 1926 werden uitgegeven door muziekuitgeverij Alsbach. Deze liedjes waren bedoeld voor een volwassen stem, op gedichten van Robert Louis Stevenson die in 1913 gepubliceerd waren in de bundel A Child's Garden of Verses and Underwoods. Zoals wel vaker gebeurde met andere boekjes werkte ze samen met Rie Cramer, die de illustraties verzorgde. De liedjes waren voorzien van een Nederlandse vertaling. De geselecteerde gedichten zijn niet braaf en moraliserend, maar speels en gebaseerd op de belevingswereld van kinderen. Dat was voor de Tweede Wereldoorlog nog lang niet bij alle kinderliedjes het geval. Ongeveer veertien van haar kinderboekjes werden uitgegeven door haar man in de uitgeverij In Den Toren in Naarden en een zestal bij uitgeverij W. de Haan in Utrecht.
Deze liederen bevinden zich in autograaf in het archief, van het Nederlands Muziekinstituut.

## Familie
Van Vladeracken was lid van de Nederland's Patriciaatsfamilie Van Vladeracken en een dochter van ontvanger rijksaccijnzen  Gerard Pieter van Vladeracken (1830-1886) en jkvr. Jacoba Elisabeth van Foreest (1842-1909), die lid was van de familie Van Foreest. Ze trouwde in 1901 met de advocaat en musicus mr. Nicolaas Cornelis Vogel (1874-1915) en in 1916 met de kunstenaar Jan Poortenaar (1886-1956); uit beide huwelijken werden geen kinderen geboren. Het echtpaar Van Vladeracken-Poortenaar ligt begraven op de Begraafplaats Nieuw Valkeveen te Naarden. Haar broer Gerard Pieter van Vladeracken (1873) was ook toonkunstenaar en haar zus was getrouwd met jhr. Willem Casper de Jonge (1866-1925), lid van de Tweede en de Eerste Kamer.
- Biografisch Portaal: 16384097
- Digitale Bibliotheek voor de Nederlandse Letteren: vlad005
- International Standard Name Identifier: 0000 0000 3943 2741
- Library of Congress Control Number: nb2001083513
- Nederlandse Thesaurus van Auteursnamen: 068711689
- Virtual International Authority File: 73359216
- WorldCat: E39PBJktwc6C3gwJcPKKGWRHYP